# Edad actual
El término "Edad actual" es un concepto en la filosofía de Søren Kierkegaard. Se puede encontrar una formulación de la Edad Moderna en el trabajo de Kierkegaard Two Ages: A Literary Review:

Nuestra época es esencialmente de comprensión y reflexión, sin pasión, estallando momentáneamente en entusiasmo y astutamente recayendo en el reposo. ...No hay más acción o decisión en nuestros días que el peligroso placer de nadar en aguas poco profundas.

## Resumen
Kierkegaard sostiene que la época actual drena el significado de los conceptos éticos a través de la indolencia sin pasión. Los conceptos todavía se utilizan, pero pierden todo significado en virtud de su desapego de una visión de la vida que es generada por la pasión y produce una acción constante.
Kierkegaard published this book in 1846 just after the Corsair Affair in which he was attacked by the press. He attacks not only the Press but the Public it serves in this book. He is against abstract moments in time or public opinion as a basis for forming relationships. He wrote about the single individual in his Eighteen Upbuilding Discourses and kept to that category here.
Los periódicos estaban mediando información y los individuos se unían basándose en esta influencia mediadora. Kierkegaard advirtió que las personas "reales" conservan una identidad concreta frente a una opinión pública abstracta. El escribió: 

Cada vez más personas renuncian a las tareas tranquilas y modestas de la vida, que son tan importantes y agradables a Dios, para lograr algo más grande; para pensar en las relaciones de la vida en una relación superior hasta que al final toda la generación se haya convertido en una representación, quién representa... es difícil decir quién; y que piensan en estas relaciones... por el bien de quién no es fácil de descubrir.
El momento real en el tiempo y la situación real son simultáneos con personas reales, cada una de las cuales es algo; eso es lo que ayuda a sostener al individuo. Pero la existencia de un público no produce ni situación ni simultaneidad. El lector individual de la Prensa no es el público, y aunque poco a poco lo lean algunos o incluso todos, hay falta la simultaneidad. Podrían pasar años reuniendo al público, y aun así no estaría allí. Esta abstracción, que los individuos forman tan ilógicamente, con razón repugna al individuo en lugar de acudir en su ayuda. El hombre que no tiene opinión sobre un hecho en el momento actual acepta la opinión de la mayoría o, si es pendenciero, de la minoría. Pero hay que recordar que tanto la mayoría como la minoría son personas reales, y por eso se ayuda al individuo adhiriéndose a ellas. Un público, por el contrario, es una abstracción. Soren Kierkegaard, The Present Age, (1846) traducción Dru 1962 p. 44, 61

## Interpretaciones
La edad actual y  Dos tratados ético-religiosos menores fueron traducidos originalmente por  Walter Lowrie y Alexander Dru en 1940 Más tarde, en 1962, se publicó la traducción de Alexander Dru de La edad actual junto con De la diferencia entre un genio y un apóstol. Esta traducción tuvo una larga introducción de  Walter Kaufmann.
Varios filósofos contemporáneos, incluyendo  Anthony Rudd,  John Davenport y Alasdair MacIntyre asignar este concepto y aplicarlo como un análisis del nihilismo. Hubert Dreyfus, por ejemplo en su ensayo Anonimato vrs. Compromiso en la era actual, sostiene que Kierkegaard, "quien siempre se preocupó por el nihilismo, advierte que su época se caracteriza por una reflexión desinteresada y una curiosidad que nivela todo a diferencias de estatus y valor".
Otros pensadores aplican el concepto como síntoma de comportamiento gregario o mentalidad de rebaño. Norman Lillegard sostiene que la época actual es "incapaz de nada más que "acciones de masas" que no son acciones verdaderas en absoluto".